# Liste der Gerichte des Freistaates Thüringen
Die Liste der Gerichte des Freistaates Thüringen dient der Aufnahme der Gerichte des Freistaates Thüringen.
|                             | Obere Landesgerichte                         | Untere Landesgerichte |
| Verfassungsgerichtsbarkeit  | Thüringer Verfassungsgerichtshof (in Weimar) | |
| Ordentliche Gerichtsbarkeit | Thüringer Oberlandesgericht (in Jena)        | Landgericht Erfurt \| Amtsgerichte Apolda \| Arnstadt (mit Zweigstelle Ilmenau) \| Erfurt \| Gotha \| Sömmerda \| Weimar                                              |
| Ordentliche Gerichtsbarkeit | Thüringer Oberlandesgericht (in Jena)        | Landgericht Gera \| Amtsgerichte Altenburg \| Gera \| Greiz \| Jena \| Pößneck (mit Zweigstelle Bad Lobenstein) \| Rudolstadt (mit Zweigstelle Saalfeld) \| Stadtroda |
| Ordentliche Gerichtsbarkeit | Thüringer Oberlandesgericht (in Jena)        | Landgericht Meiningen \| Amtsgerichte Bad Salzungen \| Eisenach \| Hildburghausen \| Meiningen \| Sonneberg \| Suhl                                                   |
| Ordentliche Gerichtsbarkeit | Thüringer Oberlandesgericht (in Jena)        | Landgericht Mühlhausen \| Amtsgerichte Heilbad Heiligenstadt \| Mühlhausen \| Nordhausen \| Sondershausen                                                             |
| Arbeitsgerichtsbarkeit      | Thüringer Landesarbeitsgericht (in Erfurt)   | Arbeitsgerichte Erfurt \| Gera \| Nordhausen \| Suhl |
| Finanzgerichtsbarkeit       | Thüringer Finanzgericht (in Gotha)           | |
| Sozialgerichtsbarkeit       | Thüringer Landessozialgericht (in Erfurt)    | Sozialgerichte Altenburg \| Gotha \| Meiningen \| Nordhausen |
| Verwaltungsgerichtsbarkeit  | Thüringer Oberverwaltungsgericht (in Weimar) | Verwaltungsgerichte Gera \| Meiningen \| Weimar |